# Steinberg-Hart
Steinberg-Hart je naselje v Občini Šentjurij v Labotski dolini v Okraju Volšperk na Koroškem v Avstriji.